# Delnica
Delnica je članski množični vrednostni papir, ki predstavlja gospodarsko solastnino v delniški družbi in zato daje delničarju določene pravice, katerih minimalni obseg določa v Sloveniji Zakon o gospodarskih družbah. Delnice se praviloma vplačajo v celotnem znesku, kot se glasijo. V primeru delnega vplačila se take delnice imenujejo začasnice, glasiti pa se morajo na ime.
Delnica za razliko od upniških vrednostnih papirjev (obveznic) pomeni za izdajatelja, ki je v tem primeru izključno le delniška družba, način pridobitve oz. zagotovitve trajnih finančnih sredstev.
Kupec delnic se imenuje investitor, od investiranja v delnice pa pričakuje predvsem premoženjske pravice oziroma dividende, ki niso v naprej določene, ampak so odvisne od uspeha delniške družbe, ki je delnice izdala.
Delnica je kot tržni finančni instrument poglavitni predmet trgovanja na sekundarnem trgu kapitala, zlasti na borzi.

## Delitev

### Navadne delnice
Navadne delnice pomenijo osnovo za pridobitev trajnih finančnih sredstev v obliki kapitala podjetja. So najbolj rizična oblika vrednostnega papirja, saj ima imetnik take delnice le t. i. »preostali zahtevek« do dohodka oz. premoženja podjetja izdajatelja. To pomeni, da mora podjetje najprej plačati vse tekoče izdatke, nato vse stalne zahtevke za obresti od kreditov, šele nato pa pridejo na vrsto za plačilo imetniki delnic. Podobno je mesto imetnika navadne delnice v likvidacijskem postopku podjetja.

### Prednostne delnice
Prednostna delnica je oblika delnice, ki daje njenemu imetniku »fiksno dividendo«, torej v naprej določeno višino donosa. V primerjavi z navadno delnico daje prednostna delnica manjši donos, kar je razumljivo, saj je tudi riziko naložbe manjši

### Zamenljive prednostne delnice
Take delnice omogočajo imetnikom zamenjavo prednostnih delnic v navadne delnice v določenem razmerju, običajno takrat, ko to želijo imetniki sami.